# Írország a 2002. évi téli olimpiai játékokon
Írország az egyesült államokbeli Salt Lake Cityben megrendezett 2002. évi téli olimpiai játékok egyik részt vevő nemzete volt. Az országot az olimpián 4 sportágban 6 sportoló képviselte, akik érmet nem szereztek.

## Alpesisí
Férfi
| Versenyző                       | Versenyszám            | Eredmény | Helyezés |
| ------------------------------- | ---------------------- | -------- | -------- |
| Patrick-Paul Schwarzacher-Joyce | Lesiklás               | 1:54,42  | 53.      |
| Patrick-Paul Schwarzacher-Joyce | Szuperóriás-műlesiklás | 1:31,30  | 33.      |

| Versenyző                       | Versenyszám | Lesiklás | Lesiklás | Műlesiklás | Műlesiklás | Műlesiklás | Műlesiklás | Műlesiklás | Műlesiklás | Összesítés | Összesítés |
| Versenyző                       | Versenyszám | Lesiklás | Lesiklás | 1. futam   | 1. futam   | 2. futam   | 2. futam   | Össz.      | Össz.      | Összesítés | Összesítés |
| Versenyző                       | Versenyszám | Idő      | Hely.    | Idő        | Hely.      | Idő        | Hely.      | Idő        | Hely.      | Idő        | Helyezés   |
| ------------------------------- | ----------- | -------- | -------- | ---------- | ---------- | ---------- | ---------- | ---------- | ---------- | ---------- | ---------- |
| Patrick-Paul Schwarzacher-Joyce | Összetett   | kizárták | kizárták | kiesett    | kiesett    | kiesett    | kiesett    | kiesett    | kiesett    | kiesett    | kiesett    |

Női
| Versenyző      | Versenyszám      | 1. futam | 1. futam | 2. futam | 2. futam | Összesítés | Összesítés |
| Versenyző      | Versenyszám      | Idő      | Hely.    | Idő      | Hely.    | Idő        | Helyezés   |
| -------------- | ---------------- | -------- | -------- | -------- | -------- | ---------- | ---------- |
| Tamsen McGarry | Műlesiklás       | 1:05,44  | 45.      | 1:05,56  | 34.      | 2:11,00    | 35.        |
| Tamsen McGarry | Óriás-műlesiklás | 1:29,18  | 53.      | 1:26,91  | 47.      | 2:56,09    | 46.        |

## Bob
Férfi
| Versenyző                  | Versenyszám | 1. futam | 1. futam | 2. futam | 2. futam | 3. futam | 3. futam | 4. futam | 4. futam | Összesítés | Összesítés |
| Versenyző                  | Versenyszám | Idő      | Hely.    | Idő      | Hely.    | Idő      | Hely.    | Idő      | Hely.    | Idő        | Helyezés   |
| -------------------------- | ----------- | -------- | -------- | -------- | -------- | -------- | -------- | -------- | -------- | ---------- | ---------- |
| Peter Donohoe Paul Kiernan | Kettes      | 48,50    | 25.      | 48,95    | 29.      | 48,51    | 22.      | 48,51    | 23.      | 3:14,47    | 26.        |

## Sífutás
Férfi
| Versenyző     | Versenyszám | Selejtező | Selejtező | Negyeddöntő | Negyeddöntő | Elődöntő | Elődöntő | B döntő | B döntő | Döntő   | Döntő    |
| Versenyző     | Versenyszám | Idő       | Hely.     | Idő         | Hely.       | Idő      | Hely.    | Idő     | Hely.   | Idő     | Helyezés |
| ------------- | ----------- | --------- | --------- | ----------- | ----------- | -------- | -------- | ------- | ------- | ------- | -------- |
| Paul O’Connor | Sprint      | 4:33,82   | 69.       | kiesett     | kiesett     | kiesett  | kiesett  | kiesett | kiesett | kiesett | 69.      |

## Szkeleton
| Versenyző          | Versenyszám | 1. futam | 1. futam | 2. futam | 2. futam | Összesítés | Összesítés |
| Versenyző          | Versenyszám | Idő      | Hely.    | Idő      | Hely.    | Idő        | Helyezés   |
| ------------------ | ----------- | -------- | -------- | -------- | -------- | ---------- | ---------- |
| Clifton Wrottesley | Férfi       | 51,07    | 3.       | 51,50    | 9.       | 1:42,57    | 4.         |